# Actif sous-jacent
Un actif sous-jacent est un actif sur lequel porte une option ou plus largement un produit dérivé. Il peut être financier (actions, obligations, bons du Trésor, contrats à terme, devises, indices boursiers...) ou physique (matières premières agricoles ou minérales...).
L'actif sous-jacent est l'actif réel sur le prix contractuel duquel porte le produit dérivé concerné. Il désigne en effet l'instrument support d'un contrat à terme dont la qualité est strictement définie.
Par exemple, pour un call Accor d'échéance décembre 2009, l'actif sous-jacent est l'action Accor.